# Die Straße nach Salina
Die Straße nach Salina (Originaltitel: La Route de Salina) ist ein französisch-italienisches Filmdrama von Georges Lautner aus dem Jahr 1970. Als literarische Vorlage diente der Roman Sur la route de Salina von Maurice Cury.

## Handlung
Der junge Landstreicher Jonas wandert im heißen Mexiko auf der Straße nach Salina ziellos umher. An einer kleinen Raststätte macht er Halt, um einen Schluck Wasser zu trinken. Dabei wird er von Mara, der Besitzerin des Guts, beobachtet und daraufhin als ihr seit vier Jahren vermisster Sohn Rocky empfangen. Müde und hungrig lässt Jonas sie in dem Irrglauben, ihr Sohn zu sein, und nimmt ihr Angebot auf Unterkunft an. Bevor er sich wieder auf den Weg macht, beschließt er aus Mitleid für die einsame und verwirrte Mara, sich weiterhin als ihr Sohn auszugeben. Doch als auch Maras Freund Warren bei einem Besuch in ihm Rocky wiederzuerkennen glaubt, fühlt sich Jonas zunehmend unwohl in seiner Haut. Schließlich kehrt Maras Tochter Billie heim, und Jonas ist überzeugt, dass seine Tarnung auffliegt. Wider Erwarten jedoch hält ihn auch Billie für ihren verschollenen Bruder. Schon bald nimmt ihn die attraktive Blondine vollkommen für sich ein und sie verbringen fast jede freie Minute miteinander. Alles scheint in Ordnung zu sein, selbst als Mara, Warren und Billie für ihn, den angeblichen Verwandten, eine Wiedersehensfeier veranstalten.
Als sich Jonas auf eine Affäre mit seiner vermeintlichen Schwester einlässt, ist Mara sichtlich beunruhigt über die intime Beziehung der beiden. Rastlos geworden, will Jonas herausfinden, was hinter dem mysteriösen Verschwinden des wahren Rocky stecken könnte. Als Warren Rockys ehemalige Freundin Linda erwähnt, macht sich Jonas auf nach Salina, um mit ihr zu sprechen. Er findet sie im örtlichen Restaurant. Wie sich zeigt, ist Linda die erste Person, die ihn nicht für Rocky hält. Zurück in Maras Haus durchsucht Jonas Billies Sachen und findet alte Fotos, die bestätigen, dass er dem echten Rocky nicht einmal annähernd ähnlich sieht. Als er Billie mit der Wahrheit konfrontiert, gesteht sie ihm, gelogen zu haben, um ihre Mutter zu beschützen und weil sie Rocky liebe und ihn ebenfalls, wenngleich als Illusion, zurückhaben wollte. Um sich mehr Antworten auf seine Fragen zu verschaffen, sucht Jonas Linda ein weiteres Mal auf. Sie erzählt ihm, dass sie sich am Tag von Rockys plötzlichem Verschwinden mit ihm verloben wollte.
Unerwartet trifft daraufhin Jonas’ langjähriger Freund Charlie in der Gegend ein und droht mit seinem Erscheinen, die Fantasiewelt von Mara endgültig zu zerstören. Doch sowohl Billie als auch Mara sind nicht im Geringsten irritiert, als Charlie seinen Freund Jonas beim richtigen Namen nennt. Gemeinsam verbringen sie gar eine fröhliche Zeit. Obwohl Charlie ihm anbietet, mit ihm zu fahren, entschließt sich Jonas, bei Billie und Mara zu bleiben. Dann jedoch erfährt Jonas die Wahrheit über Rockys Verbleib: Billie hatte einst ein sexuelles Verhältnis mit ihrem Bruder. Als Rocky sie jedoch für Linda verlassen wollte, griff Billie wütend nach einem Stein und traf ihn damit tödlich am Kopf. Jonas stellt Billie schließlich zur Rede und gerät außer sich. Er packt sie und schlägt sie gegen eine Wand, worauf Billie tot am Boden liegen bleibt. Entsetzt über seine Tat flieht Jonas in den Regen und macht sich daran, mit einem Wagen davonzufahren. Mara läuft ihm nach und fleht ihn an, bei ihr zu bleiben. Sie will ihm gar helfen, Billies Leiche zu vergraben, genau an der Stelle, wo auch Rocky vor vier Jahren seine letzte Ruhe fand. Jonas lässt sich jedoch nicht von ihr aufhalten. Er fährt nach Salina, stellt sich dem Sheriff und erzählt ihm alles, was geschehen ist.

## Hintergrund
Die Dreharbeiten fanden auf der Kanareninsel Lanzarote statt. Wie sich herausstellte, sollte es der letzte Film des Schauspielers Ed Begley werden, der im April 1970 in Hollywood verstarb. Am 17. November 1970 wurde Die Straße nach Salina in Italien uraufgeführt. Am 2. Dezember 1971 wurde der Film erstmals in den deutschen Kinos gezeigt.
Dem Kultregisseur Quentin Tarantino gefiel der Soundtrack des Films so sehr, dass er den Song The Chase der Band Clinic (bestehend aus Philip Brigham, Phil Steele und Alan Reeves) in seinem Film Kill Bill – Volume 2 für eine ähnliche Szene in einer Wüste verwendete. Auch das Lied Sunny Road to Salina des französischen Sängers Christophe, der damals noch Daniel Bevilacqua hieß, ist in dem Actionfilm von 2004 als Verweis auf Georges Lautners Film zu hören.

## Kritiken
„In eindrucksvoller Landschaft gestaltet der Film sein Thema mit kriminalistischer Spannung, ohne den menschlichen Konflikt mit seinen tragischen Konsequenzen aus dem Auge zu verlieren“, urteilte das Lexikon des internationalen Films. Für TV Spielfilm war Die Straße nach Salina ein „[s]olider Krimi in schicken Bildern“.
Kevin Thomas von der Los Angeles Times befand seinerzeit, dass Die Straße nach Salina im Wesentlichen eine „Fabel“ sei, die veranschauliche, „wie eine Tragödie entstehen kann, wenn die Realität in die einsamen Leben derer eindringt, die in einer Fantasiewelt leben“. Rita Hayworth wecke „viel Sympathie als gepeinigte Frau, die sie so gut darstellt“. Mimsy Farmer wiederum habe mit ihrer Ausdruckskraft „eine Einladung zum sicheren Unglück unwiderstehlich [gemacht]“. Der Film sei „raffiniert, gar feinfühlig“, und dabei „das Verdienst von Lautner und seiner tadellosen Regie“. Newsday zufolge sei das Beste am Film „Georges Lautners Regie, die neurotische, fast schon kannibalische, dynamische Intensität der breitschultrigen, lüsternen Mimsy Farmer sowie die introvertierte Leidensbereitschaft von Rita Hayworth“. Herausgekommen sei „ein sehr merkwürdiger Film“, der „fesselnder“ sei, „als er eigentlich sein sollte“.

## Auszeichnungen
Mimsy Farmer erhielt für ihre Darstellung 1971 den David di Donatello.

## Soundtrack
- Verschiedene Künstler: La Route de Salina. Disques Dreyfus FDM 2003, eine CD mit 15 Filmsongs.

## Deutsche Fassung
Die deutsche Synchronfassung entstand 1971 bei der Aura Film Synchron in München.
| Rolle   | Darsteller        | Synchronsprecher   |
| ------- | ----------------- | ------------------ |
| Billie  | Mimsy Farmer      | Elisabeth von Molo |
| Jonas   | Robert Walker Jr. | Elmar Wepper       |
| Mara    | Rita Hayworth     | Ursula Traun       |
| Warren  | Ed Begley         | Wolf Ackva         |
| Charlie | Bruce Pecheur     | Manfred Seipold    |
| Sheriff | David Sachs       | Norbert Gastell    |